# Abdullah Madu
Abdullah Madu (ur. 15 lipca 1993 w Mekce) – saudyjski piłkarz grający na pozycji obrońcy w Al-Nassr oraz reprezentacji Arabii Saudyjskiej.
W drużynie seniorskiej Al-Nassr gra od 2012 roku.